# Dominique Hernandez
Dominique Hernandez (né le 1er août 1960 à Toulouse) est un athlète français, spécialiste du saut en hauteur. International 15 sélections en France A, Participation a 2 Universiades (Bucarest 1981, Kobe 1985).
Il poursuit sa carrière dans l'athlétisme en devenant coach en sauts. Il a notamment entraîné les sauteurs en longueur Emmanuel Bangue, Raihau Maiau et Tom Campagne et le sauteur en hauteur Loïc Gasch. Il a également été préparateur physique pour les rugbymen du Stade Toulousain,.

## Palmarès
- 15 sélections en équipe de France A
- 1 sélections en équipe de France Jeune
- 3e des Jeux de la Francophonie de 1989 à Casablanca.
- Championnats de France d'athlétisme : Champion de France en 1985 et 1988.
- Championnats de France d'athlétisme en salle : Champion de France en 1984, 1988 et 1989.
- En 1989 lors des Championnats de France en salle à Liévin, il égale le record de France en salle appartenant à Jean-Charles Gicquel avec un saut à 2,27 m.

## Records
| Épreuve         | Épreuve      | Performance | Lieu   | Date           |
| --------------- | ------------ | ----------- | ------ | -------------- |
| Saut en hauteur | En plein air | 2,25 m      | Tours  | 12 août 1988   |
| Saut en hauteur | En salle     | 2,27 m (NR) | Liévin | 5 février 1989 |